# Klimahysterie
Klimahysterie ist ein politisches Schlagwort, das von Vertretern der Klimawandelleugnung zur Relativierung des gegenwärtigen Klimawandels verwendet wird. Es wurde von der deutschen sprachkritischen Aktion „Unwort des Jahres“ zum „Unwort des Jahres 2019“ gewählt.

## Verwendung
In den 1990er-Jahren tauchte der Begriff vereinzelt in Veröffentlichungen im deutschen Sprachraum auf, beispielsweise durch die Übersetzung eines Gastbeitrags von Richard Lindzen in der Zeit. 2004 nutzte ihn der Publizist und spätere AfD-Politiker Konrad Adam in einem Artikel in der Welt. 2006/2007 wurde „climate hysteria“ in den USA massenhaft genutzt. Auch behandelte der Journalist Alaan Wood im Zuge von mehreren Artikeln in der Australian, in denen die Klimawandelwissenschaft geleugnet wurde, die Sorge um den Klimawandel als „grüne Hysterie“ (engl. „green hysteria“). 2007 warnte Christian Bartsch in der Frankfurter Allgemeinen Zeitung (FAZ) im viel zitierten Artikel Wider die Klimahysterie: Mehr Licht im Dunkel des Klimawandels, vor einer „Ideologie einer menschengemachten Klimakatastrophe“ und einer angeblich bevorstehenden „Klimadiktatur“. Ende der 2000er Jahre wurde der Begriff in deutschsprachigen Zeitungen häufiger verwendet.
Der Begriff fand ab Frühjahr 2019 mit den Diskussionen um Klimaschutz eine häufige Verwendung, indem AfD-Politiker und Publizisten vielfach den entscheidenden menschlichen Einfluss auf den Klimawandel abstritten oder relativierten. Auch benutzte die rechtspopulistische finnische Partei Perussuomalaiset den Begriff im Wahlkampf zur Parlamentswahl in Finnland 2019 laut der New York Times als neuen „Schlachtruf“ (engl. „Rallying Cry“).
Im Juli 2019 schrieb Joachim Müller-Jung in der FAZ, im Internet sei angesichts der „aktuellen Hitzewoche […] eine Debatte über ‚Klima-Hysterie‘ entbrannt, die unpassender kaum sein könnte“. Franz Alt kommentierte zwei Tage später bei Telepolis die „hitzige Debatte über eine angebliche ‚Klima-Hysterie‘“, nachdem sein erst erbetener Kommentar von einer der auflagenstärksten Zeitungen als zu „alarmistisch“ abgelehnt worden sei. Er kritisierte, auch „Netz-Journalisten und einige Kollegen renommierter Zeitungen“ würden die Fakten nicht akzeptieren.
„In der Schweiz wird durch das Abschmelzen zweier Gletscher der Zanfleuronpass eisfrei, der in der Römerzeit möglicherweise zum Überqueren der Alpen genutzt wurde und für mindestens 2000 Jahre unter Eis lag. Klimawandelleugner und Klimawandelleugnerinnen benutzen diese Nachricht als Beleg für eine ‚übertriebene Klimahysterie‘ – Fachleute halten dagegen.“

## Unwort
Die institutionell unabhängige sprachkritische Aktion „Unwort des Jahres“ wählte aus den im Jahresverlauf 2019 eingesendeten 671 Vorschlägen mit 397 verschiedenen Ausdrücken das Wort „Klimahysterie“ zum „Unwort des Jahres 2019“ in Deutschland. Die Begründung der Jury lautet, mit dem Wort „Klimahysterie“ würden Klimaschutzbemühungen und die Klimaschutzbewegung diffamiert und wichtige Debatten zum Klimaschutz diskreditiert. Das Wort pathologisiere „pauschal das zunehmende Engagement für den Klimaschutz als eine Art kollektiver Psychose“, sei angesichts des wissenschaftlichen Forschungsstandes „irreführend“ und stütze „in unverantwortlicher Weise wissenschaftsfeindliche Tendenzen“.
Mit der Bekanntgabe des Unwortes des Jahres 2019 fanden auch die Wörter „Umvolkung“ und „Ethikmauer“ als weitere Unwörter im Jahr 2019 eine kritische Erwähnung.

### Reaktionen
In der Zeit wie auch in der Süddeutschen Zeitung wurde kommentiert, der Begriff sei zudem sexistisch. „Hysterie“ sei eine veraltete Diagnose, die ursprünglich nur Frauen ausgestellt wurde. Juli Zeh kritisierte die Wahl als kontraproduktiv, da sie einseitig sei. Sie schlug vor „sowohl ‚Klimahysterie‘, aber zum Beispiel auch den Begriff ‚Klimaleugner‘“ als Unwörter auszuzeichnen. In einer Fachzeitschrift für Pflege erklärte Heidi Günther dagegen das Wort des Jahres „Respektrente“ sei in Hinblick auf ihre zu erwartende finanzielle Situation nach 47 Jahren Arbeit das passendere Unwort. Das Verbreiten von „Unreden“ und Begriffen wie „Klimahysterie“ durch rechte Parteien sei erwartbar. Über die Aufmerksamkeit würden sich diese „Wahrscheinlich freuen“.
Der stellvertretende Ministerpräsident Bayerns Hubert Aiwanger (Freie Wähler) äußerte, die Jury maße sich an „zu sagen, die Klimabewegung darf nicht diffamiert werden“. Bundesumweltministerin Svenja Schulze (SPD) begrüßte die Begründung. Es könne nicht so getan werden, als wären notwendige Dinge Hysterie, „als wären wir krank“.